# 최은희 (배우)
최은희(崔銀姬, 1926년 11월 20일~2018년 4월 16일)는 대한민국의 배우이다.

## 생애
경기도 광주에서 태어났다. 1942년 연극 '청춘극장'으로 데뷔했고, 1947년 영화 《새로운 맹서》를 통해 영화배우로 데뷔했다. 영화 촬영 감독 김학성과 결혼했다가 이혼하고 1953년 영화 감독 신상옥과 재혼했다. 한국 전쟁 당시 심영과 황철에게 납북당했으나 바로 탈북했다.
1978년 1월 14일 홍콩에서 조선민주주의인민공화국의 김일성 주석의 아들인 김정일의 지시를 받은 공작원에 의해 재납북되었으며, 남편 신상옥도 그녀의 행방을 찾기 위해 홍콩으로 갔다가 같은 해 7월 19일에 역시 납북되었다. 납북된 이후 약 8년 동안 이 부부는 조선민주주의인민공화국에서 영화 활동을 하면서 영화 17편을 제작했다.
1986년 3월 13일 오스트리아 빈에 있던 도중에 오스트리아 주재 미국 대사관으로 탈출하여 탈북에 성공했다. 탈북 이후에는 행선지를 미국으로 돌려서 한동안 미국에서 살다가 귀국했다.
장남인 신정균 역시 영화 감독으로 활동 중이다.
2018년 4월 16일 93세로 사망했다.

## 출연작

### 영화
- 1947년 《새로운 맹서》
- 1948년 《밤의 태양》
- 1949년 《마음의 고향》
- 1955년 《젊은 그들》
- 1957년 《무영탑》
- 1958년 《자유 결혼》
- 1958년 《어느 여대생의 고백》
- 1959년 《독립협회와 청년 이승만》
- 1960년 《이 생명 다하도록》
- 1961년 《사랑방 손님과 어머니》
- 1962년 《열녀문》
- 1964년 《빨간 마후라》
- 1964년 《검은 상처의 부루스》
- 1964년 《평양 감사》
- 1964년 《여자의 일생》
- 1973년 《딸부자집》
- 1974년 《한강》
- 1975년 《빨간 구두》
- 1975년 《아이 러브 마마》
- 1976년 《어머니와 아들》
- 1984년 《탈출기》(북한)
- 1985년 《심청전》(북한)
- 1985년 《소금》(북한)
- 1990년 《마유미》

### 드라마
- 1974년 《꽃피는 팔도강산》

### 연극
- 1942년 《청춘극장》

## 수상
- 1959년 제2회 부일영화상 여우주연상 《지옥화》
- 1962년 제5회 부일영화상 여우주연상 《사랑방 손님과 어머니》
- 1966년 제9회 부일영화상 여우주연상 《청일전쟁과 여걸민비》
- 1984년 제24회 까를로비 바리 국제영화제 특별감독상 《돌아오지 않는 밀사》[3]
- 1985년 모스크바영화제 여우주연상 《소금》
- 2010년 제47회 대종상영화제 공로상
- 2011년 제56회 대한민국예술원상 연극영화무용 부문
- 2014년《대한민국 대중문화예술상》보관문화훈장

## 최은희를 연기한 배우
- MBC 1995년 《제4공화국》 양금석

## 같이 보기
- 신상옥·최은희 납치 사건
- 신상옥